# 羅莫丹
49°59′43″N 33°19′26″E / 49.99528°N 33.32389°E

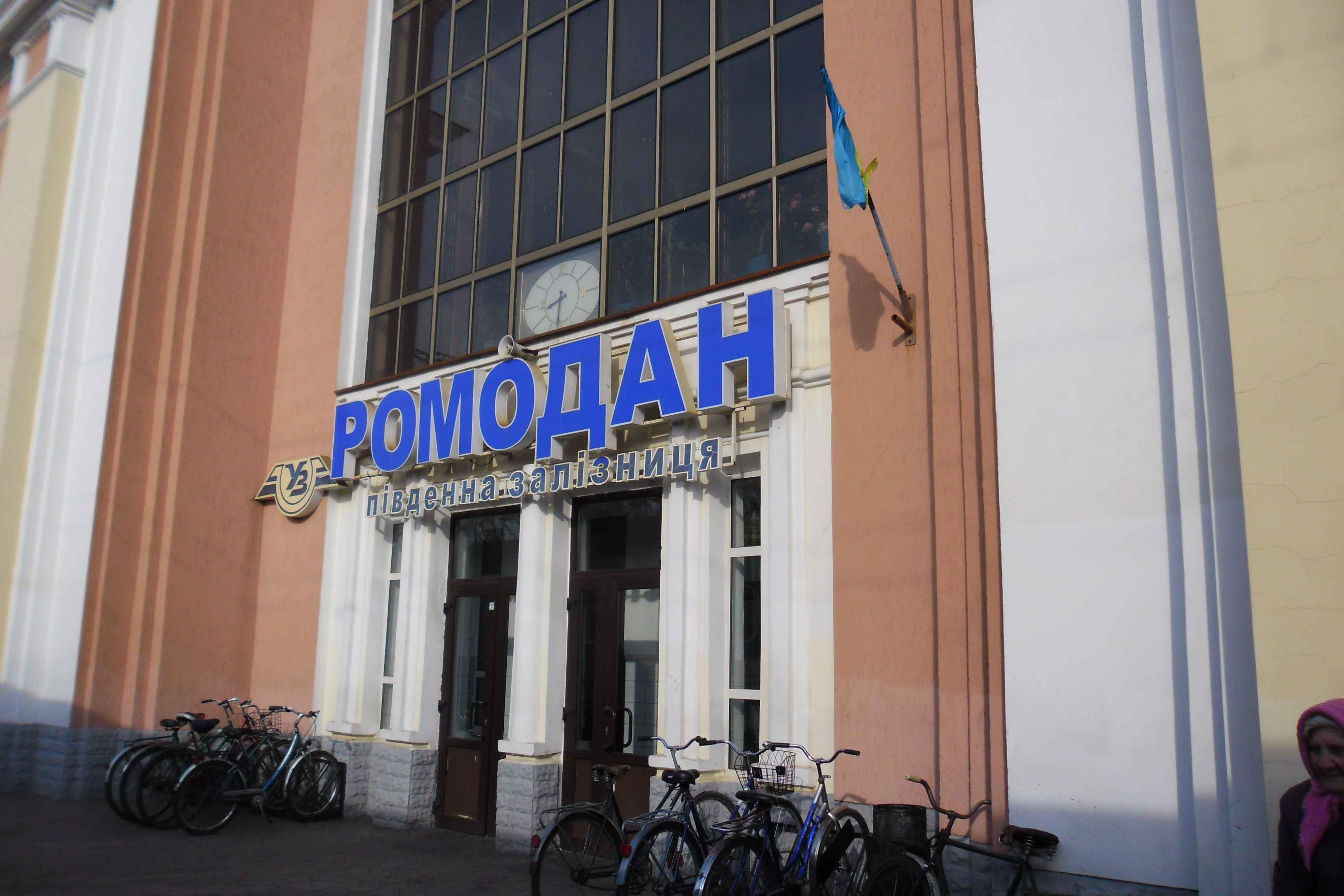
车站

羅莫丹（羅馬化：Romodan）是烏克蘭中部波爾塔瓦州米爾霍羅德區罗莫丹市镇内的鎮及其行政中心。距離科紐舍韋、克列緬卡和奧里希夫卡1.5公里，始建於1880年，人口2,600。